# Georges Touroude
Georges Touroude (Thouars, 15 septembre 1924 - Royan, 2001) est un résistant et un romancier français.

## Biographie
Fils unique d'une famille de cheminots, il passa sa jeunesse au Havre et fit ses études à l'École normale de Rouen et fut violoniste jusqu'à la guerre de 1939. Engagé politiquement dans les rangs communistes, il devint un ardent résistant, sous le nom du lieutenant Barthélemy, échappa plusieurs fois à la dénonciation et fut décoré à titre universitaire de l'Ordre national du Mérite.
Le terrible bombardement du Havre obligea sa famille à se replier sur La Rochelle où son père travailla jusqu'à sa retraite. C'est là qu'il connut Robert Chamboulan qu'il admirait beaucoup, car lui-même rêvait de journalisme et d'écriture, sa femme, Germaine Pelletan et leur fille aînée Gisèle, qu'il épousa à Royan le 8 avril 1947.
La famille Chamboulan était revenue dans son lieu d'origine, Robert était adjoint au maire et avait repris l'écriture de romans avec sa femme, Gisèle avait ouvert en 1946 l'école de musique Albert Roussel, Mireille, la 2e fille, faisait des études musicales à Montry.
Il fit sa carrière d'instituteur dans la région puis à Royan jusqu'à sa retraite. Il abandonna le communisme mais, restant d'idées de gauche, milita pour toutes les causes humaines et fut membre de la Ligue des droits de l'homme jusqu'à sa mort où il termina comme président d'honneur et conférencier.
Son premier roman, Les Pavés de la haine, parle de la Commune de Paris (1871) et fut suivi de plusieurs autres. Ce fut surtout un historien éclairé et un conférencier recherché. Il créa, avec Paul Baquiast, l'Association des Amis d'Eugène et de Camille Pelletan (AECP), qui organisa deux colloques internationaux à Saint-Georges-de-Didonne en 1998 et en 1999 sur la période du Second Empire et de la Troisième République et leurs grandes figures.
Il mourut à Royan en 2001 à son domicile, entouré de sa famille.